# Wick-Rotation
Die Wick-Rotation (nach  Gian-Carlo Wick) ist eine Methode für die Herleitung einer Lösung eines Problems im Minkowski-Raum aus der Lösung eines verwandten Problems im Euklidischen Raum durch analytische Fortsetzung.
Die Wick-Rotation wird durch die Betrachtung motiviert, dass die Minkowski-Metrik
{\displaystyle \mathrm {d} s^{2}=-(\mathrm {d} t^{2})+\mathrm {d} x^{2}+\mathrm {d} y^{2}+\mathrm {d} z^{2}}
und die vierdimensionale Euklidische Metrik
{\displaystyle \mathrm {d} s^{2}=\mathrm {d} t^{2}+\mathrm {d} x^{2}+\mathrm {d} y^{2}+\mathrm {d} z^{2}}
äquivalent sind, wenn man erlaubt, dass die Koordinate {\displaystyle t} komplexe Werte annimmt. Die Minkowski-Metrik wird euklidisch, wenn {\displaystyle t} auf imaginäre Zahlen beschränkt wird und umgekehrt. Für ein Problem im Minkowski-Raum mit den Koordinaten {\displaystyle x,y,z,t} wird die Substitution {\displaystyle w=\mathrm {i} t} durchgeführt, sodass das Problem in Euklidischen Koordinaten {\displaystyle x,y,z,w} formuliert ist. Die Lösung für das ursprüngliche Problem erhält man durch die umgekehrte Substitution.

## Quantenmechanik und Statistische Mechanik
Die Wick-Rotation verbindet Quantenmechanik und Statistische Mechanik in überraschender Weise dadurch, dass sie die inverse Temperatur {\displaystyle 1/(k_{\mathrm {B} }T)} durch die imaginäre Zeit {\displaystyle \mathrm {i} t/\hbar } ersetzt. Gegeben sei ein großes Ensemble von harmonischen Oszillatoren bei einer Temperatur {\displaystyle T}. Die relative Wahrscheinlichkeit, einen bestimmten Oszillator bei der Energie {\displaystyle E} anzutreffen, ist
{\displaystyle \exp \left({\frac {-E}{k_{\mathrm {B} }T}}\right)}
mit der Boltzmannkonstante {\displaystyle k_{\mathrm {B} }}.
Der Erwartungswert einer Observablen {\displaystyle Q} ist bis auf eine Normierungskonstante
{\displaystyle \sum _{j}Q(j)\mathrm {e} ^{\frac {-E_{j}}{(k_{\mathrm {B} }T)}}}
Sei nun ein quantenmechanischer harmonischer Oszillator in einer Überlagerung von Basiszuständen und entwickle sich während der Zeit {\displaystyle t} mit dem Hamiltonoperator {\displaystyle H}.  Die relative Phasenänderung eines Basiszustandes mit der Energie {\displaystyle E} ist
{\displaystyle \exp \left({\frac {-E\mathrm {i} t}{\hbar }}\right)}
mit der reduzierten Planck-Konstante {\displaystyle \hbar }.  Die Wahrscheinlichkeitsamplitude, dass eine gleichförmige Überlagerung der Zustände
{\displaystyle |\psi \rangle =\sum _{j}|j\rangle }
sich zu einem beliebigen Zustand
{\displaystyle |Q\rangle =\sum _{j}Q_{j}|j\rangle }
entwickelt, ist bis auf eine Normierungskonstante
{\displaystyle {\begin{aligned}{\Big \langle }Q{\Big |}e^{-{\frac {\mathrm {i} }{\hbar }}Ht}{\Big |}\psi {\Big \rangle }&=\sum _{j}Q_{j}\exp \left({\frac {-E_{j}\mathrm {i} t}{\hbar }}\right)\langle j|j\rangle \\&=\sum _{j}Q_{j}\exp \left({\frac {-E_{j}\mathrm {i} t}{\hbar }}\right).\end{aligned}}}

## Statik und Dynamik
Die Wick-Rotation verknüpft statische Probleme in {\displaystyle n} Dimensionen mit dynamischen Problemen in {\displaystyle n-1} Dimensionen, indem sie eine Raum- durch eine Zeitdimension austauscht.  Ein einfaches Beispiel mit {\displaystyle n=2} ist eine hängende Sprungfeder in einem Gravitationsfeld. Die Form der Feder ist die Kurve {\displaystyle y(x)}.  Die Feder ist im Gleichgewicht, wenn die mit dieser Kurve verbundene Energie sich an einem kritischen Punkt befindet, typischerweise einem Minimum, sodass dieses Prinzip gewöhnlich als das der kleinsten Energie bezeichnet wird.  Um die Energie zu berechnen, integrieren wir über die Energiedichte an jedem Punkt:
{\displaystyle E=\int _{x}\left[k\left({\frac {\mathrm {d} y(x)}{\mathrm {d} x}}\right)^{2}+V(x)\right]\mathrm {d} x,}
mit der Federkonstanten {\displaystyle k} und dem Gravitationspotential {\displaystyle V(x)}.
Das korrespondierende dynamische Problem ist das eines nach oben geworfenen Steins; seine Trajektorie ist ein kritischer Punkt der Wirkung.  Diese ist das Integral der Lagrangefunktion; auch dieser kritische Punkt ist typischerweise ein Minimum, was dem Prinzip die Bezeichnung Prinzip der kleinsten Wirkung verdankt:
{\displaystyle S=\int _{t}\left[m\left({\frac {\mathrm {d} y(t)}{\mathrm {d} t}}\right)^{2}-V(t)\right]\mathrm {d} t}
Wir erhalten die Lösung des dynamischen Problems (bis auf einen Faktor {\displaystyle -\mathrm {i} }) durch Wick-Rotation aus dem statischen, indem wir {\displaystyle x} durch {\displaystyle t} ersetzen, {\displaystyle \mathrm {d} x} durch {\displaystyle \mathrm {i} \mathrm {d} t}, und die Federkonstante {\displaystyle k} durch die Masse {\displaystyle m} des Steins:
{\displaystyle {\begin{aligned}-\mathrm {i} S&=\int _{t}\left[m\left({\frac {\mathrm {d} y(t)}{\mathrm {i} \,\mathrm {d} t}}\right)^{2}+V(t)\right]\mathrm {i} \,\mathrm {d} t\\&=-\mathrm {i} \int _{t}\left[m\left({\frac {\mathrm {d} y(t)}{\mathrm {d} t}}\right)^{2}-V(t)\right]\mathrm {d} t\end{aligned}}}

## Kombination der Paare Thermodynamik/Quantenmechanik und Statik/Dynamik
Kombiniert zeigen die beiden oberen Beispiele, wie die Pfadintegralformulierung der Quantenmechanik mit der statistischen Mechanik zusammenhängt: Die Form jeder Feder in einem Ensemble bei der Temperatur {\displaystyle T} wird aufgrund thermischer Fluktuationen von der Form mit der geringsten Energie abweichen; die Wahrscheinlichkeit, eine Feder mit gegebener Form zu finden, fällt exponentiell mit der Energiedifferenz zu dieser Minimalenergie-Form. Auf ähnliche Weise lässt sich ein einzelnes Quantenteilchen, das sich in einem Potential bewegt, als Superposition von Pfaden jeweils mit der Phase {\displaystyle \exp(-\mathrm {i} S)} beschreiben: Die thermischen Schwankungen der Federform quer über das Ensemble sind hier durch eine Quantenunschärfe im Weg des Quantenteilchens ersetzt.

## Sonstiges
In der Quantenfeldtheorie wird die Wick-Rotation verwendet, um die Singularitäten der Greenschen Funktionen auf dem Lichtkegel zu umgehen. Auch für die Definition des Pfadintegrals spielt die Wick-Rotation eine bedeutende Rolle. Quantenfeldtheorien im euklidischen Raum, die man durch Wick-Rotation in Quantenfeldtheorien in der Minkowski-Raumzeit umwandeln kann, spielen auch in der konstruktiven Quantenfeldtheorie eine bedeutende Rolle. Die euklidischen greenschen Funktionen müssen dabei insbesondere eine Eigenschaft erfüllen, die Reflexionspositivität heißt, damit sich sinnvolle Quantenfeldtheorien in der Minkowski-Raumzeit ergeben.
Die Schrödingergleichung und die Wärmeleitungsgleichung hängen durch die Wick-Rotation zusammen. Diese Beziehung setzt sich auch in der thermischen Quantenfeldtheorie fort, in der die Thermodynamik von Quantenfeldern derart beschrieben werden kann, dass der Kehrwert der Temperatur als imaginäre Zeit behandelt wird. Eine genaue Definition thermodynamischer Zustände mittels einer solchen imaginären Zeit ist in Form der KMS-Zustände gegeben.
Die Wick-Rotation wird Rotation genannt, weil in der komplexen Zahlenebene die Multiplikation mit {\displaystyle \mathrm {i} } einer Drehung eines Vektors um einen Winkel von 90° oder {\displaystyle \pi /2} entspricht. Man beachte, dass die Wick-Rotation nicht als Rotation im komplexen Vektorraum (Norm und Metrik seien durch das Skalarprodukt gegeben) aufgefasst werden kann. In diesem Fall würde die Rotation aufgehoben werden und keine Wirkung haben.
Als Stephen Hawking in seinem Buch Eine kurze Geschichte der Zeit über „imaginäre Zeit“ schrieb, bezog er sich auf die Wick-Rotation.